# Lucas Assadi
Lucas Humberto Assadi Reygadas (* 8. Januar 2004 in Puente Alto) ist ein chilenischer Fußballspieler. Der Mittelfeldspieler steht aktuell beim CF Universidad de Chile unter Vertrag.

## Karriere

### Im Verein
Lucas Assadi wurde in Puente Alto nahe der chilenischen Hauptstadt Santiago geboren. Als er sieben Jahre alt war, nahm er zunächst an einem Probetraining vom CD Palestino, von dem seine Familie Fans waren, teil, wurde dort allerdings nicht in die Jugendmannschaft aufgenommen. Daraufhin versuchte er sich bei einem Probetraining beim CF Universidad de Chile, von dem er in die Nachwuchsmannschaft aufgenommen wurde. Er durchlief bei La U die weiteren Jugendmannschaften. Im Sommer 2021 stieg Assadi in die erste Mannschaft auf und debütierte am 30. Juli 2021 beim 1:1-Unentschieden gegen Deportivo Ñublense, bei dem er in der 79. Spielminute für Marcelo Cañete eingewechselt wurde. In der Folge kam er in der restlichen Saison in sieben Partien als Einwechselspieler zum Einsatz.
Im März 2022 unterschrieb Assadi schließlich einen Profivertrag bei Universidad de Chile bis 2024. In der Saison 2022 konnte er sich auch allmählich zum Stammspieler seiner Mannschaft entwickeln. Während er zu Beginn der Saison noch zumeist als Einwechselspieler zu Einsatzzeiten kam, stand er in der zweiten Saisonhälfte auch oftmals in der Startformation. Am 15. September 2022 konnte er bei, 2:1-Sieg gegen den CD Palestino sein erstes Profitor erzielen. So kam er in seiner ersten vollen Profisaison auf 27 Ligaeinsätze, bei denen er einen Treffer erzielte.

### In der Nationalmannschaft
Assadi durchlief alle Jugendnationalmannschaften Chiles ab der U-15. 2019 wurde er in den Kader Chiles für die U-17-Weltmeisterschaft in Brasilien berufen, bei der er auch in einer Partie, einer 0:2-Niederlage gegen Frankreich, zum Einsatz kam. Mit seiner Mannschaft schied er allerdings im Achtelfinale gegen Gastgeber Brasilien aus. 2022 wurde er erstmals in die U-20 berufen und debütierte beim 2:1-Sieg gegen Peru am 12. Juli 2022. Noch im November desselben Jahres wurde er von Nationaltrainer Eduardo Berizzo erstmals in den Kader der A-Nationalmannschaft Chiles berufen. Dort debütierte er beim 0:0-Unentschieden gegen die Slowakei am 20. November 2022, bei dem er in der 83. Spielminute für Diego Rubio eingewechselt wurde.